# Сенкай-Мару
Сенкай-Мару (Senkai Maru) — транспортне судно, яке під час Другої японо-китайської та Другої світової воєн взяло участь в операціях японських збройних сил у Північному Китаї, Мікронезії та на Соломонових островах.

## Передвоєнна історія
Сенкай-Мару спорудили в 1926 році на корабельні Mitsui Bussan K.K. Zosembu у Тамано на замовлення компанії Shimatani Kisen.

## Операції у північному Китаї
Під час Другої японо-китайської війни судно 1 листопада 1937-го реквізували для потреб Імперського флоту Японії. До 24 листопада воно пройшло конверсію у допоміжний канонерський човен, під час якої встановили не менш як чотири 120-мм гармати. Також корабель отримав можливість скидати глибинні бомби.
6 грудня 1937-го човен прибув у Рьодзюн (колишній Порт-Артур), після чого майже рік активно діяв біля узбережжя Північного Китаю, виконуючи різноманітні завдання — від висадки розвідувальних груп до буксирування мішеней під час артилерійських вправ. У квітні 1938-го в районі Чефу (наразі Яньтай) китайські вояки відкрили вогонь із рушниць, після чого Сенкай-Мару використав свою артилерію.
30 липня 1938-го висаджена в районі Лункоу розвідувальна група вступила у бій та втратила одного бійця загиблим, після чого дістала артилерійську підтримку від Сенкай-Мару. Надалі протягом своєї китайської експедиції човен ще не менш як сім разів використовував гармати під час дій з виявлення ворожих груп — п'ять разів у серпні та двічі в жовтні 1938-го. 
2 листопада 1938-го судно повернули власнику.

## Рейси до Мікронезії
23 лютого 1942-го Сенкай-Мару повторно реквізували для потреб Імперського флоту, проте цього разу вирішили використовувати його як транспорт.
31 березня 1942-го Сенкай-Мару вийшов з Йокосуки та попрямував до Мікронезії, де відвідав острови Маркус та Уейк, після чого прибув на Маршаллові острови. З 14 квітня по 28 квітня він побував на атолах Еніветок, Кваджелейн, Вотьє, Малоелап, Маджуро, Джалуїт, а 30 квітня — 1 травня відвідав острів Макін (острови Гілберта). На зворотному шляху Сенкай-Мару зайшов на ще один атол із групи Маршаллових островів — Мілі, а 18 травня повернувся до Японії.
З 19 травня по 20 червня судно на корабельні Yokosuka Naval Yard пройшло певну модернізацію для потреб військової служби, а 28 червня вирушило у другий рейс до Мікронезії. Тут воно знову відвідало сім названих вище атолів на Маршаллових островах, а 27 липня — 8 серпня здійснило зворотний перехід до Йокосуки.

## Рейс на Соломонові острови
3 вересня 1942-го судно вийшло з Йокосуки, 6—9 вересня провело на острові Тітдзіма (острови Огасавара), а 10 числа побувало на Іводзімі. 17 вересня Сенкай-Мару прибуло на схід Каролінських островів на атол Трук (ще до війни тут була створена потужна база ВМФ, з якої до лютого 1944-го провадились операції у цілому ряді архіпелагів), а 21—26 вересня здійснило перехід до Рабаулу — головної передової бази японців у архіпелазі Бісмарка, з якої провадились операції на Соломонових островах та сході Нової Гвінеї.
Вже 26 вересня Сенкай-Мару опинилось на Соломонових островах, на якірній стоянці Шортленд — прикритій групою невеликих островів Шортленд акваторії біля південного завершення острова Бугенвіль, де зазвичай відстоювались легкі бойові кораблі та перевалювались вантажі для подальшої відправки на схід Соломонових островів (на той час в архіпелазі вже пів сотні днів йшли важкі бої за острів Гуадалканал). 28 вересня судно відвідало порт Кієта (східне узбережжя Бугенвілю за сім десятків кілометрів на північ від Шортленду), після чого вирушило назад до Рабаулу.
1 жовтня Сенкай-Мару вже знову перебувало на стоянці Шортленд, звідки вирушило разом із групою інших суден під ескортом тральщика W-22. У якийсь момент Сенкай-Мару відділилось до конвою та попрямувало на північ до Каролінських островів, розпочавши таким чином зворотний рейс до Японії.
У другій половині дня 7 жовтня в районі за шість сотень кілометрів на південний схід від Труку судно поцілив однією торпедою підводний човен Amberjack. Втім, Сенкай-Мару не втратило можливість рухатись, довернуло в напрямку, звідки прийшла торпеда, та скинуло дві глибинні бомби, після чого повернулось на свій курс. Зазначені бомби не зашкодили Amberjack, котрий сплив та вирушив наздогін. Спершу супротивники провели безрезультатний артилерійський бій на великій дистанції (хоча Сенкай-Мару і не було більше канонерським човном, проте мало певне озброєння для самозахисту), після чого Сенкай-Мару за допомогою зміни курсу ухилилось від випущеної субмариною другої торпеди. Нарешті, через 2,5 години після першого влучання Amberjack випустив третю торпеду, котра також вразила ціль. Сенкай-Мару затонуло, загинуло 3 члени екіпажу.